# Chu Bingjie
Chu Bingjie ist ein chinesischer Poolbillardspieler.

## Karriere
Nachdem er 2012 und 2013 bei den China Open den 33. Platz belegt hatte, erreichte Chu Bingjie bei den China Open 2014 das Achtelfinale und verlor dort gegen Chang Yu-lung, den späteren Sieger des Turniers. Im Februar 2015 zog er ins Halbfinale der Chinese 8-Ball World Championship ein, in dem er dem späteren Turniersieger Darren Appleton mit 13:15 unterlag. Das anschließende Spiel um Platz drei verlor er gegen seinen Landsmann Liu Haitao. Auch bei den China Open 2015 erreichte er das Halbfinale und verlor dieses gegen den späteren Turniersieger, den Österreicher Albin Ouschan. Im September 2015 nahm er erstmals an der 9-Ball-Weltmeisterschaft teil, bei der er jedoch nach einem 9:6-Sieg gegen Khalid Yousuf und Niederlagen gegen David Alcaide sowie Toh Lian Han in der Vorrunde ausschied. Bei den Japan Open 2015 schied er in der Runde der letzten 64 gegen Hayato Hijikata aus. Bei der Chinese 8-Ball World Championship 2016 erreichte er das Viertelfinale, das er jedoch mit 9:13 gegen Appleton verlor. Bei der 9-Ball-WM 2016 schaffte er es ins Achtelfinale, in dem er dem Griechen Alexander Kazakis mit 7:11 unterlag.